# Kalendarium historii Żor

## Czasy premiejskie
Na początku 2 tysiaclecia naszej ery ziemie dzisiejszych Żor zamieszkiwało lechickie plemię Golęszyców. Na terenie dzisiejszych Żor istniała wieś (w XIII w. będąca wsią rycerską).

## Niepodległe Księstwo raciborskie
Miastu nadano łacińską nazwę Civitas Sari

### Piastowie

#### księstwo opolsko-raciborskie
- W dokumencie z 1258 roku wydany przez księcia opolsko-raciborskiego Władysława w którym potwierdza rudzką fundację klasztoru cystersów, dokonano pierwszej wzmianki o wsi Żory.
- 24 lutego 1272 książę Władysław zawiera umowę zamiany nieruchomości z rycerzem o imieniu Chwalisz. Na podstawie tej umowy wieś rycerska Żory przechodzi na rzecz księcia, natomiast rycerz Chwalisz otrzymuje wieś Ściernia. Żory zostały ulokowane na szlaku handlowym Wrocław – Świdnica – Głubczyce – Racibórz – Oświęcim – Kraków – Lwów – Kijów oraz Praga – Opawa – Racibórz – Oświęcim – Kraków – Lwów – Kijów[2]. Stąd miasto posiadało dwie bramy, tj. bramę krakowską oraz bramę cieszyńską. Miastu nadano owalny kształt 450x300m. Na jego środku zlokalizowano rynek w kształcie prostokąta o wymiarach 100x75m.
- 25 lutego 1272 Żory zostały ulokowane jako miasto na prawie magdeburskim. Lokacji dokonał książę Władysław. Ufundował on mury miejskie oraz murowany kościół. Fortyfikacja miasta była kontynuowana za rządów Przemysława raciborskiego i wnuka Leszka raciborskiego.

#### księstwo raciborskie
- W 1284, po śmierci księcia Władysława, księstwo zostało podzielone pomiędzy jego synów. Żory przypadły w udziale jako braciom niedzielnym Mieszkowi oraz Przemysławowi. W 1290 nastąpił podział księstwa na dwa, tj. cieszyńskie i raciborskie. Żory weszły w skład księstwa raciborskiego nad którym rządy objął Przemysław.
- W 1292 książę raciborski Przemysław składa hołd lenny królowi czeskiemu Wacławowi II.

## Lenno czeskie

### Piastowie
- 19 lutego 1327 roku w Opawie książę Leszek raciborski, obok innych książąt górnośląskich, złożył hołd lenny królowi Czech Janowi Luksemburskiemu.
- 24 sierpnia 1335 roku  w Trenczynie na Słowacji w obecności króla Węgier Karola Roberta pełnomocnicy króla Kazimierza III Wielkiego zawarli układ z królem Czech Janem Luksemburskim i jego synem Karolem, na mocy z którego królowie Czech zrzekali się praw do Królestwa Polskiego z wyłączeniem większości księstw śląskich, w tym księstwa raciborskiego, którym władał m.in. Leszek raciborski. Formalnie układ ten zatwierdzony został w 1339.
- 19 listopada 1335 roku na zjeździe w Wyszehradzie królowie Jan Luksemburski i Kazimierz III Wielki ratyfikowali układ z Trenczyna.
- W 1336 umiera ostatni piastowski książę raciborski Leszek.

### Przemyślidzi
- W 1336 księstwo raciborskie przechodzi w ręce czeskich Przemyślidów; pierwszym władcą z tej dynastii zostaje książę opawski Mikołaj II, żonaty z córką Przemysława raciborskiego Anną.

#### Księstwo raciborsko-opawskie
- W 1337 Jan Luksemburski scala ziemie księstwa raciborskiego i księstwa opawskiego; powstaje nowa jednostka administracyjna - Księstwo raciborsko-opawskie.

- W roku 1345 Żory były oblegane przez wojska Kazimierza III Wielkiego w czasie wojny polsko-czeskiej.

#### Księstwo raciborsko-karniowskie
- W 1377 następuje rozpad Księstwa Raciborsko-Opawskiego na księstwo raciborsko-karniowskie, księstwo opawskie oraz księstwo głubczyckie. Żory objął książę raciborsko-karniowski Jan I Raciborski.

- W latach 1378–1382 Żory wraz z częścią księstwa raciborskiego jako zastaw znajdowały się we władaniu księcia cieszyńskiego Przemysława I Noszaka,
- W roku 1384 Żory:
  - Władysław Opolczyk w dokumencie z 1384 występuje jako właściciel Żor.[3]
  - przystąpiły do Związku Śląskiego 22 miast śląskich i ziemi wieluńskiej, którego celem było zapewnienie bezpieczeństwa szlaków handlowych. Związek ten powstał z inicjatywy księcia Przemysława I Noszaka. Dla realizacji tego celu otrzymały przywilej karania przestępców mieczem.
- 7 listopada 1407 podpisano w Żorach pokój, który kończył konflikt pomiędzy księciem cieszyńskim Przemysławem Noszakiem a księciem opawskim Janem II Żelaznym. Kulminacyjnym punktem tego konfliktu było zamordowanie w 1406 najstarszego syna Przemysława Noszaka, Przemysława Oświęcimskiego Młodszego, który powracał z Gliwic do Cieszyna i w okolicach Rybnika został napadnięty przez Marcina Czecha, działającego z polecenia Jana II Żelaznego.
- W kwietniu 1433 roku Żory były oblegane przez wojska husyckie.

#### Księstwo karniowskie
W 1437 w wyniku podziału schedy po Janie Żelaznym pomiędzy jego synów: Wacława Raciborskiego oraz Mikołaja Karniowskiego. Żory weszły w skład ziem księstwa Mikołaja wraz z Karniowem, Bruntálem, Pszczyną, Rybnikiem oraz Wodzisławiem.

#### Księstwo rybnicko-żorsko-pszczyńskie
W latach 1456–1473 w wyniku podziału pomiędzy synami księcia Mikołaja V Karniowskiego (tj. Janem IV Karniowskim a Wacławem III Prostaczkiem) Wacław III został księciem na Rybniku, Pszczynie i Żorach. Książę za siedzibę obrał sobie zamek w Rybniku.

##### Wojna o sukcesję korony czeskiej po Jerzym z Podiebradów
- W 1473 król węgierski Maciej Korwin najeżdża Śląsk, podczas którego bezskutecznie przez 3 miesiące oblega Żory. 6 czerwca zawarty został pokój ziemski na mocy którego posiadaczem Żor został kasztelan krakowski i kanclerz wielki koronny Jakub Dembiński, który był jednym z gwarantów rozejmu.

- W 1478 Jakub z Dębna odsprzedaje Żory Janowi V Raciborskiemu.
- 23 czerwca 1478 w więzieniu w Kłodzku umiera Wacław III Rybnicki

##### Podiebradowie
- Po śmierci księcia Wacława III, król Władysław II Jagiellończyk nadaje Żory wraz z przynależnościami Henrykowi z Podiebradów, najstarszemu spośród synów króla Jerzego z Podiebradów, prawa do księstwa rybnicko–żorsko–pszczyńskiego. Wraz ze śmiercią Wacława III nastąpił realny koniec tego księstwa.
- 14 lipca 1478 roku książę Wiktoryn z Podiebradów uzyskał tytuł prawny do księstwa rybnicko–żorsko–pszczyńskiego, którym od 1474 roku z łaski Macieja Korwina, rządził chociaż ani Rybnik, ani Żory do niego nie należały.
- 21 czerwca 1479 roku w Ołomuńcu Władysław II Jagiellończyk podpisuje z Maciejem Korwinem pokój, na mocy którego Maciej Korwin uzyskuje prawa od Śląska i Moraw.

#### Księstwo raciborskie (Przemyślidzi)
- 1493 – księstwo trafia w ręce księcia Walentyna raciborskiego.
- 1517 – formalny rozpad księstwa. Pszczyna zostaje Pszczyńskim Wolnym Państwem Stanowym, którego władca podlegał bezpośrednio władzy cesarskiej.

### Księstwo opolsko-raciborskie

#### Piastowie
- 13 listopada 1521 umiera ostatni przedstawiciel dynastii Przemyślidów - Walentyn raciborski - schedę po nim otrzymuje Jan II Dobry. Rybnik i Żory zostają inkorporowane do księstwa opolsko-raciborskiego.

- 29 sierpnia 1526 w bitwie pod Mohaczem ginie król Czech i Węgier Ludwik II Jagiellończyk. Po jego śmierci władzę w Czechach i na Węgrzech, zgodnie z układem z 1515 r., objął Ferdynand I Habsburg - mąż Anny Jagiellonki, siostry Ludwika.
- W 1532 umiera ostatni przedstawiciel dynastii Piastów opolsko-raciborskich – Jan II Dobry.

#### Hohenzollernowie
- W roku 1532 po śmierci Jana II Dobrego księstwo opolsko-raciborskie dostało się w całości w ręce Jerzego Hohenzollerna.
- Hohenzolernowie władali księstwem do 1552. Król rzymsko-niemiecki Ferdynand I Habsburg odebrał Jerzemu Fryderykowi księstwo opolsko-raciborskie.

#### Pod bezpośrednim panowaniem roduHabsburgów
- Od 1552 r.  księstwem opolsko-raciborskim włada Ferdynand I przez wyznaczonego starostę.
- W roku 1552 wielki pożar trawi połowę miasta położoną pomiędzy rynkiem a Bramą Krakowską.
- W roku 1555 Żory zdziesiątkowała epidemia dżumy.
- W roku 1569 luteranie przejęli świątynię murowaną.
- W roku 1627 podczas wojny trzydziestoletniej protestanckie wojska pod dowództwem Petera Ernesta von Mansfeld zajmują Żory. Następnie katolickie wojska Albrechta Wallensteina zdobywają i rabują miasto.
- W dniu 5 marca 1629 roku na mocy edyktu restytucyjnego króla Czech i Węgier oraz cesarza Ferdynanda II Habsburga, dokonano katolikom zwrotu części dóbr zsekularyzowanych po roku 1552. Na mocy tego edyktu świątynia murowana powraca do wyznawców Kościoła rzymskokatolickiego.
- 3 maja 1645 na mocy układu warszawskiego pomiędzy królem Władysławem IV a cesarzem Ferdynandem III Wazowie nabyli tytułem zastawu ziemie księstwa opolsko-raciborskiego. Zgodnie z tym układem zastaw, o ile wcześniej nie zostałby wykupiony, wygasłby po upływie 50 lat od dnia zawarcia, chyba żeby wcześniej wygasła linia polskich Wazów. Ostatecznie został on wykupiony w 1666 r. Niemniej Żory w latach 1645–1666 rządzone były przez Wazów[4].
- 17 maja 1661 roku miasto nawiedza wielki pożar, w którym spłonął drewniany kościół pod wezwaniem Wniebowzięcia Najświętszej Marii Panny.
- 11 maja 1702 roku drewniana zabudowa miasta doszczętnie płonie w wielkim pożarze. Dla zapobieżenia następnym pożarom mieszkańcy złożyli bogu votum, iż będą go corocznie tego dnia błagać o ochronę od ognia. Dzisiaj dzień ten znany jest jako „Święto Ogniowe”.

## Prusy
16 grudnia 1740 wybucha I wojna śląska. 11 czerwca 1742 roku zostaje podpisany pokój we Wrocławiu pomiędzy apostolską królową Węgier, królową Czech, Dalmacji, Chorwacji, Slawonii i Ilirii, arcyksiężną Austrii, księżną Salzburga, Styrii, Karyntii, Krainy i Bukowiny, wielką księżną Siedmiogrodu, margrabiną Moraw, księżną Górnego i Dolnego Śląska, Modeny, Frulii, Raguzy i Zadaru, hrabiną Habsburga i Tyrolu, Kyburga, Gorycji i Gradiszki, etc. Marią Teresą Habsburg a elektorem Brandenburgii i królem w Prusach Fryderykiem II Wielkim Hohenzollernem. Pokój ten zakończył I wojnę śląską. Na jego mocy miasto przechodzi pod panowanie pruskie. Miasto przybiera nazwę Sohrau. Administracyjnie przynależało do powiatu rybnickiego w rejencji opolskiej w prowincji śląskiej. Podlegało inspekcji podatkowej w Prudniku.
- W roku 1807 kolejny wielki pożar w którego ofiarą poda m.in.  średniowieczny drewniany kościół pod wezwaniem Najświętszej Marii Panny. Po tym zdarzeniu zdecydowano, by miasto odbudowywać już wyłącznie w formie murowanej. Od tej pory rozpoczęto powolną rozbiórkę murów obronnych, gdyż stanowiły tanie źródło surowca budowlanego.
- W roku 1818 Żory weszły w skład nowo utworzonego powiatu rybnickiego.
- W roku 1830 uruchomiono w Żorach hutę „Waleska”.
- W roku 1835 uroczyście otwarto synagogę przy ulicy Kościuszki 3.
- W roku 1842 uruchomiono w Żorach Odlewnię Żeliwa huta „Pawła”.
- W roku 1842 wybudowano młyn parowy, należący do rodziny Sternów, w której w 17 lutego 1888 roku urodził się Otto Stern, laureat Nagrody Nobla z dziedziny fizyki z 1943.
- W latach 1843 – 1844 miasto dotknęła epidemia tyfusu - 1/3 mieszkańców wymarła.
- 25 maja 1847 Żory nawiedziła wielka powódź.
- W roku 1851:
  - odradza się żorska parafia luterańska,
  - miasto uzyskuje utwardzone drogi do Orzesza, Rybnika oraz Pszczyny.
- 22 października 1854 ks. superintendent (biskup) Kern z Kluczborka poświęca nowy kościół ewangelicki.
- W roku 1871 Karol Miarka otwiera w Żorach Kasyno Katolickie mające na celu działalność kulturalno-oświatową.
- W roku 1878 otwarto w Żorach oddział Spółdzielni Spożywców Prawdziwych Wiarusów.
- W roku 1884 Żory uzyskały połączenie kolejowe z Orzeszem.
- W roku 1888 Żory uzyskały połączenie kolejowe z Gliwicami.
- W roku 1913 Żory uzyskały połączenie kolejowe z Wodzisławiem przez Pawłowice i Jastrzębie.
- 20 marca 1921, po dwóch powstaniach śląskich przeprowadzono na Górnym Śląsku plebiscyt, mający rozstrzygnąć o przynależności państwowej tego terytorium pomiędzy Polską a Niemcami. Prawie 70% mieszkańców Żor zagłosowało za pozostaniem w Niemczech i także końcowy wynik plebiscytu był na korzyść Rzeszy, na co odpowiedzią był wybuch III powstania śląskiego. W tym ostatnim powstaniu po stronie polskiej walczył XIII Żorski Pułk Piechoty Wojsk Powstańczych[6][7]. Żory zostały zdobyte przez powstańców, ale w przypadku skutecznego niemieckiego oporu planowano podpalić miasto; do tego celu przygotowano beczki z benzyną[8].

## II Rzeczpospolita
Miasto przybiera nazwę Żory

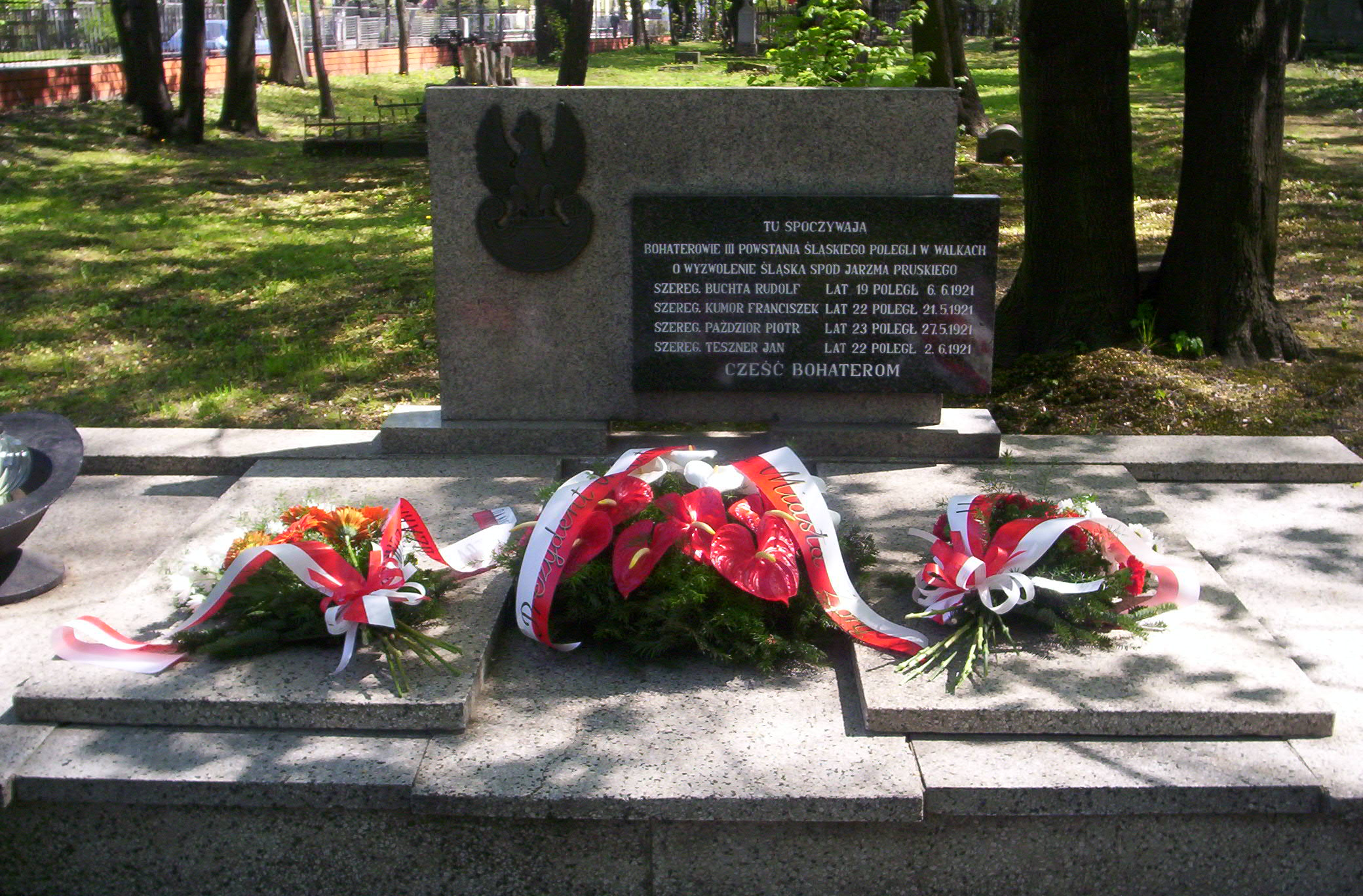
Pomnik Powstańców Śląskich

- 4 lipca 1922 roku decyzją komisji Ligi Narodów miasto Żory zostało przejęte przez administrację polską i weszło w skład Rzeczypospolitej Polskiej jako część województwa śląskiego.
- 4 lipca 1922 gen. Stanisław Szeptycki na czele żołnierzy Wojska Polskiego.
- W roku 1922 w mieście gości Naczelnik Państwa Józef Piłsudski.
- W latach 1922–1939 w Żorach stacjonował II dywizjon 23 pułku artylerii lekkiej.
- W roku 1925 uruchomiono komunikację autobusową z Rybnikiem.
- 25 marca 1931 zostaje poświęcona nowa świątynia ewangelicka pod wezwaniem Zbawiciela
- W roku 1936 Żory uzyskały połączenie kolejowe z Rybnikiem.
- W roku 1936 Żory uzyskały połączenie kolejowe z Pszczyną.
- 1 września 1939 armia niemiecka zajmuje Żory

## III Rzesza
Władze niemieckie przywracają miastu nazwę Sohrau (niemiecka nazwa używana do 1922).
- 8 października 1939 roku dekretem Adolfa Hitlera obszar Górnego Śląska, w tym Żory, został wcielony do III Rzeszy.
- Żorski ruch oporu w latach 1939–1945:

1. Tajna Organizacja Narodowa Jerzego Kałko - w 1942 została ona zdekonspirowana a Jerzy Kałko trafił do obozu koncentracyjnego w Oświęcimiu;
2. kompania AK.

- 4 marca 1941 - wprowadzenie Volkslisty.
- 27 sierpnia 1942 utworzono w Żorach Polenlager nr 95.
- 19 i 20 stycznia 1945 przez Żory pieszo ewakuowano więźniów obozu koncentracyjnego w Oświęcimiu (tzw. marsz śmierci). Odbywał się on na 63-km trasie Oświęcim - Wodzisław Śląski. Na terenie miasta zastrzelono 47 osób.
- W dniach 27 stycznia do 24 marca 1945 radziecka 38 Armia pod dowództwem gen. Kiriłła Moskalenki, wspomagana przez 1 Czechosłowacką Samodzielną Brygadą Pancerną pod dowództwem ppłk Vladimira Janko, stoczyła zwycięską bitwę z 59. Korpusem Armijnym Wehrmachtu oraz 11. Korpusem Waffen-SS wspomaganymi przez węgierski 5. Korpus Armijny (Węgry). Na skutek walk 80% zabudowy miasta zostało doszczętnie zburzone (inne dane mówią o 55-65%[9]).

## Polska Rzeczpospolita Ludowa
Miasto przybiera nazwę Żory
- Żory zaczęły się powoli dźwigać ze zgliszcz i stopniowo coraz bardziej zaludniać, stając się typową sypialnią dla górników pracujących w okolicznych kopalniach.
- W roku 1969 Żory zdobywają I laur w ogólnopolskim konkursie „Mistrza Gospodarności”.
- W latach 70. i 1. poł. 80. XX w. następuje gwałtowny rozwój miasta związany z polską akcją osadniczą oraz budową mieszkań w technologii tzw. „wielkiej płyty”.
- 15 marca 1988 r. podjęła służbę operacyjną w mieście Zawodowa Straż Pożarna.
- 23 maja 1988 r. – uroczyste otwarcie strażnicy ZSP Żory.
- 1 stycznia 1989 r. utworzono Komendę Rejonową Straży Pożarnej w Żorach.

## III Rzeczpospolita
- 1 stycznia 1999 roku Żory stały się miastem na prawach powiatu grodzkiego.
- 29 listopada 2007 Zygmunt Łukaszczyk, który był Prezydentem Miasta Żory w latach 1992–1998 został  Wojewodą Śląskim.